# フンババ

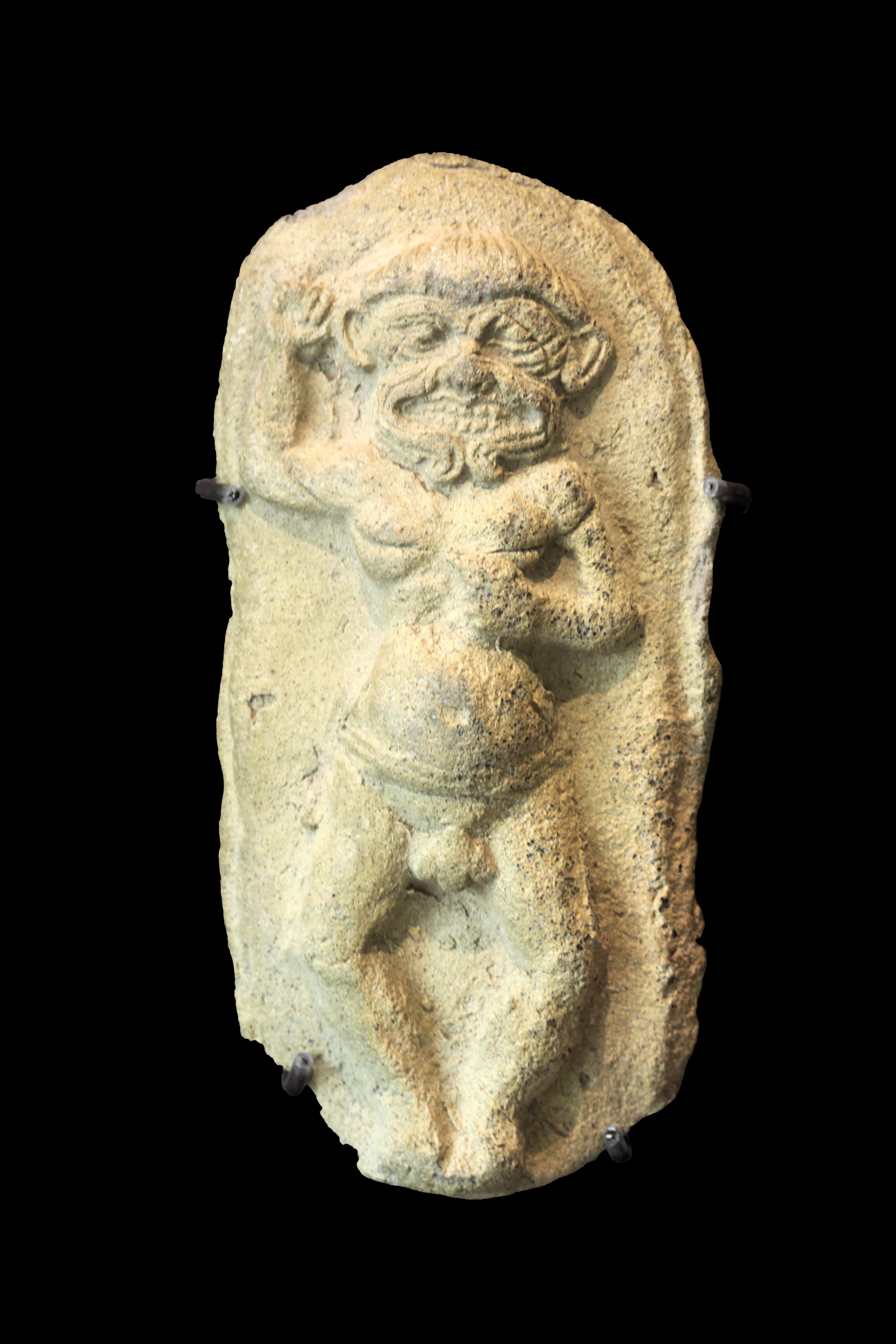
フンババ像（ルーヴル美術館）

フンババ（アッカド語：Humbaba、シュメール語：Huwawa フワワ）は、メソポタミア神話の『ギルガメシュ叙事詩』に登場するレバノン杉を守る森の番人。至高神エンリルに名を受け、太陽神ウトゥにより育てられた巨人 (伝説の生物)。
7つの光輝（畏れのようなもの。当時の言葉で「メラム」や「ニ」と言う）で身を守る。「恐怖」「全悪」「あらゆる悪」などとあだ名されるがその形容は様々で、一説では前述のように巨人であり、また恐ろしい怪物でもあり、森の精霊、時に神を示す限定符「ディンギル」が付く例もあることから、自然神とされることもある。

## 概要
その容貌は「剣呑な口は竜、顔はしかめっ面の獅子、胸は荒れ狂う洪水」と例えられる他、以下のようにも描写される。
- 彼が誰かに目を向けたとき、それは死を意味する[6]。
- 咆哮は洪水であり、口は火を意味し、吐息は死である[7]。
- 何者かが森に踏み入ったとすれば、100リーグ離れた場所からどんな森のざわめきも聞き分ける[7]。

また残っている彫像の多くでは、顔は動物の腸のように一本の管をくねった形で表現され、見るものに不吉な印象を与える 。
こうした恐ろしい形相のために、フンババの顔面を用いた壁掛けなどは魔除けに用いられたとされ、内臓・誕生占いなどの占卜において、フンババの相が表れるのは良くない兆候であると判断された。
このようにフンババは恐怖の象徴のようにも扱われてきたが、実態は森を破壊する人間への脅威であって、進んで悪事を成すような魔物ではない。叙事詩内では「香柏の森を保全するため、エンリルがフンババを"人々の怖れの的"と定めた」とあり、森の守護者であることが強調されている。

## 生涯
書版によって内容に差異が認められるが、フンババの最期は『ギルガメシュ叙事詩』にて初めて、且つ改めて言及された。全体の大きな流れは同じであり、まず、難儀を重ねて杉森へ辿り着いた2人の英雄ギルガメシュとエンキドゥが、太陽神シャマシュの助力によりフンババを倒し、その首を持って凱旋、というものである。

### 標準版
ギルガメシュとエンキドゥは杉森への道を黙々と歩き、山々を上る。道中、ギルガメシュは複数回に渡りシャマシュに祈りを捧げていた。森の入口付近へ差し掛かった頃、突如としてシャマシュが天から「急いでフンババに立ち向かうのだ。彼は今、7つの鎧（メラム）を内1枚しか身に付けていない。彼が森の奥へ隠れてしまわないように、早く」と警告を告げる。ギルガメシュとエンキドゥは戦意を奮い立たせたが、フンババが1度叫ぶと辺りに恐怖が満ち、森の守護者はなおも叫び続けた。2人の英雄は互いを鼓舞し合い（主にエンキドゥがギルガメシュを励まし）、森へと近づいていき──。眼前に広がる見事な森には、イルニニ（イシュタルの別称）の聖所があった（前後の文に森の美しさを形容する描写が続く）。
（欠損箇所が多く、次の訳からいきなりフンババが登場）、フンババはギルガメシュに、何故やってきたのかをエンキドゥと話し合うように忠告、続いてエンキドゥに言った。「ギルガメシュを我が前まで連れて来たのは何故か？お前は、よそ者である彼と共に立つというのか。わしはお前たちの喉と項を噛み砕き、毎日ハゲタカやワシにそれを喰わせよう」。それを聞いたギルガメシュは怖気づくが、エンキドゥに「後ろ向きになるな」と応援され、森番と2人の英雄による戦闘が開始。
両者の動きで大地や木々が裂ける中、シャマシュが13の風を煽りフンババの足をとめた。ギルガメシュの武器（薬草の塗られた斧などを所持）がフンババを捕らえると、「ウルクのはえぬき（子孫の意）ギルガメシュよ、お前の望むままに木材を与えよう」などと降参（恐らく命乞い）する。エンキドゥは「フンババの言うことに耳を貸すな」と釘をさすので、フンババは「お前の傍にお前の愛する者がいる。そのギルガメシュに言って、我が命を救ってくれ」と嘆願したが、エンキドゥは「友よ、フンババを捕らえよ。絞り上げよ。撃ち殺せ。粉々にして、抹殺せよ。捕らえ、絞り上げ、撃ち殺し、粉々に抹殺せよ。エンリルが怒らぬ内に、神々が我々への憤怒で満ちる前に」と態度を変えることはなく、勝ち目がないと悟ったフンババは「2人を老齢まで生かしてはならない。エンキドゥはギルガメシュ以上に、高齢を得てはならない」と言った。エンキドゥは自分がこれ以上を友に話しても友は聞かないと語り（欠損が続き、どちらがどのようにとどめを刺したのか明らかでないが、フンババが殺されたと思われる描写へ続く）、フンババの内臓を肺まで取り除き、残った頭を金桶（もしくは皮袋）に押し込めた。

### 古バビロニア版
エンキドゥはギルガメシュに、フンババを殺害するように言う。ギルガメシュは斧を手に取り、大太刀を腰帯から抜いてフンババの項を撃った。エンキドゥは心臓を撃ち、彼の2度目（計3回目）の攻撃でフンババは息絶え彼の手下である雛鳥たちも、そして森全体も静まり返る。このときの様子を、フンババが持つ7つの光輝に倣ってか「7つの恐れが殺された」とある。

### ヒッタイト語版
森に入ったギルガメシュとエンキドゥが木々を伐採する音を聞いて、フンババは「誰が森へ立ち入って来たのか、一体だれが、香柏を伐採しているというのか」と怒り彼らに襲い掛かろうとするが、シャマシュから「近付きなさい、恐れるな」と後押しを受けたギルガメシュたちを見て更に激怒する。フンババは「お前たちを冥界へ落としてやる」などと脅迫するも、ギルガメシュが天なるシャマシュを見上げて叫んだので、シャマシュは8つの風を吹かせそれによってフンババは往生を余儀なくされてしまった。フンババは降参し、ギルガメシュの下僕となることや森の木々の中から立派な物を献上すると言って助命を請う。しかしエンキドゥは「フンババの言うことを聞いてはいけない。フンババを生かしておくな！」とギルガメシュに警告。そしてフンババは殺された。

### シュメール語版
『ギルガメシュと生者の国』または『ギルガメシュとフワワ』という題目で伝わるシュメール語版のエピソードでは、シャマシュ→ウトゥ、フンババ→フワワと呼ばれている。
ウトゥはギルガメシュに「獅子の前足と鷲の後足を持った7柱の勇士」を与え、ギルガメシュ自身は斧で武装させた国の若者50人を引き連れ、7つの山を越える。辿りついた一行は香柏を刈り始めるが、その異変に驚き駆け付けたフワワの「驚愕の輝き」を浴び、ギルガメシュは眠ってしまった。「いつまで眠っているんですか」とエンキドゥに起こされたギルガメシュは、フワワに姉妹を妻として捧げるから代わりに畏怖の光輝（7つの鎧のこと。ここでは「ニ」を指す）を与えるように申し出る（いわゆる策戦）。言われた通りに光輝を全て脱ぎ捨てたフワワをギルガメシュは殴り、捕らえることに成功。だがフワワが助けを請うので、そんな姿にギルガメシュが同情しているとエンキドゥがフワワの首をはねる。その首は皮袋に入れられ、フワワを森の番人に任命したエンリルに届けられた。エンリルは激怒するも、フワワの光輝を各地に分け与えて供養する。「彼は1つ目の輝きを草原に与えた。彼は2つ目の輝きを川に与えた。彼は3つ目の輝きを葦原に与えた。彼は4つ目の輝きをライオンたちに与えた。彼は5つ目の輝きを宮殿に与えた（債務奴隷とする版もある）。6番目の輝きを森へ与えた（丘とする版もある）。7つ目の輝きをヌンガル（Nungal、冥界の女神）へ与えた」。エンリルは彼らに直接復讐するようなことはしなかったが、「本当ならフワワは今だってお前たちの食べるパンを食べているはずだったのだ。お前たちの飲んでいる水を飲んでいるはずだったのだ。本当なら彼は讃えられているはずだったのだ」と非難しつつ、物語はこう結ばれている。「強き者、ギルガメシュは讃えられよ。ニサバ（穀物の女神）に祝福あれ」。
以下、フワワに光輝を脱ぎ捨てさせるために、ギルガメシュが対価として提案したもの。
1. 彼の姉妹、マトゥル（Ma-tur）[注 4]
2. （文献の欠落）
3. エチャの粉（eca-flour、神々の食べ物）
4. 大きな靴
5. 小さな靴
6. 半貴石
7. 枝の束

## 顛末
ギルガメシュはその後、エンキドゥの死を経て自らの死も意識するようになり、 徐々にその恐怖に苛まれるようになる。神々はことあるごとにギルガメシュに彼のしたことを、すなわち「特別な木を盗んだこと、フンババを殺したこと」を思い出させた。
フンババ没によって封印が切られた杉森は、その立派な香柏を様々な建築物などに活用されたが、度重なる伐採によって木々は減少し、絶滅危惧への一途を辿ったという。フンババ退治の物語は世界最古の自然破壊の記録として後世に残るも、ギルガメシュとエンキドゥという勇猛果敢な英雄による冒険譚としても語り継がれてきた。例えばウル第三王朝の第二代の王シュルギは、ギルガメシュの兄弟であると自称し世間にフンババ退治の一環を伝えている。

## 所縁
エラムの神フンバンと関わりがあると言い、フンババの名前と役割はヘレニズム時代のシリアに伝わる伝説の守護霊コンバボスに継承されているという。フンババを自然神と捉えたとき、彼が棲んでいた杉森の位置から推測するとシリア地方かアナトリアの神であることが頷かれており、その場合ギリシアの女神であるキュベレーとヒッタイトの女神クババに類似することを注目されている。
切断されたフンババの頭部は美術表現に用いられ、じっと見据える目ともじゃもじゃのひげと髪の毛は邪気祓いとしての役割を担っていた。この「切断されたフンババの頭部」という表現はバビロン第1王朝からネオ・アッシリアまで継続して見られ、そしてアケメネス朝の支配とともに衰退していったが、ギリシアのペルセウスの物語の中に類似性を見つけることができる。この場合メドゥーサの頭部がフンババのそれと同じ役割を果たしており、神話の中でペルセウスは、やはりメドゥーサの頭部を皮の袋に収納し、ケートスに対してその魔力を使用した。またジュディス・マッケンジー（Judith McKenzie）は、ナバテア王国のペトラのフリーズ (建築)に「フンババを見つけた」と主張している。